# Rhodophysema
Rhodophysema, rod crvenih algi u porodici Rhodophysemataceae, dio reda Palmariales. Rod je taksonomski priznat i pripada mu sedm vrsta morskih alga. Tipična je R. georgei čiji je tipski lokalitet Scilly Isles u Engleskoj

## Vrste
1. Rhodophysema africana D.M.John & G.W.Lawson
2. Rhodophysema elegans (P.Crouan & H.Crouan ex J.Agardh) P.S.Dixon
3. Rhodophysema feldmannii Cabioch
4. Rhodophysema georgei Batters - tip
5. Rhodophysema lundii (Edelstein) C.W.Schneider & M.J.Wynne
6. Rhodophysema nagaii Masuda
7. Rhodophysema odonthaliae Masuda & M.Ohta

## Vanjske poveznice
- Batters, E.A.L. (1900). New or critical British marine algae. Journal of Botany, British and Foreign

|  | Zajednički poslužitelj ima još gradiva o temi Rhodophysema |
|  | Wikivrste imaju podatke o taksonu Rhodophysema             |